# Øystein Løseth
Øystein Løseth, född 1958 i Norge, är en norsk företagsledare och civilingenjör i maskinteknik.
Han har arbetat i bolagen Naturkraft, Alliance Gas och Statoil, samt ingått i norska Statkrafts ledning. Sedan 2003 arbetade han i holländska Nuon där han var VD när Vattenfall AB köpte Nuon för 95 miljarder SEK sommaren 2009.
Løseth utsågs den 16 november 2009 till VD för Vattenfall AB som efterträdare till Lars G. Josefsson, och tillträdde sommaren 2010.
Köpet av Nuon kom att innebära en betydande förlust för Vattenfall och kritiserades i den så kallade Nuonaffären. Løseth lämnade sin post på egen begäran ett halvår innan hans förordnande gick ut i mars 2015, och efterträddes av Magnus Hall den 1 oktober 2014.